# Fryderyk I (burgrabia Norymbergi)
Fryderyk I (burgrabia Norymbergi)  (ur. około 1139, zm. 14 lipca 1201)  – hrabia von Zollern, burgrabia Norymbergi w latach 1191–1201. Był pierwszym burgrabią norymberskim pochodzącym z rodu Hohenzollernów.
Ożenił się z Zofią von Raabs, z którą miał dwóch synów i córkę:
- Konrada I (burgrabiego Norymbergi) (zm. około 1260/1261)
- Fryderyka II (burgrabiego Norymbergi) (zm. około 1255)[1]
- Elżbietę (zm. 1255).

## Zobacz
- Burgrabstwo Norymbergi